# Вюрцит
Вюрци́т или вюртци́т (нем. Wurtzit, würtzit от имени собственного), ранее вуртцит (устар.), также волокнистая радиальная или скорлуповатая обманка, лучистая цинковая обманка или лучистая обманка (также устар.) — кристаллическая гексагональная модификация сфалерита; по составу представляет собой сульфид цинка с идеальной формулой ZnS, одна из цинковых руд. Образует непрерывный изоморфный ряд с гринокитом (CdS), примесь кадмия может составлять 50%. Минерал назван в честь французского химика Ш. А. Вюрца.

## Свойства

Элементарная ячейка кристаллов типа вюрцита. Шарики — металл или неметалл, в кристалле подрешетки металла и неметалла одинаковы.

Встречается чаще всего в виде колломорфных концентрически-слоистых и лучистых образований, волокнистых выделений. Редко встречаются правильные в форме острых пирамид, иногда таблитчатые отдельные индивиды или параллельные (близкие к параллельным) нарастания таблитчатых кристаллов. Изредка встречаются двойники по плоскостям {\displaystyle (10{\overline {1}}2)}. В большинстве случаев сильно развита горизонтальная штриховка граней.
Цвет, как и у сфалерита, может существенно меняться в зависимости от содержания изоморфного железа от почти бесцветного до темно-красновато-бурого, темно-бурого и буро-коричневого. Разновидности в изоморфном ряду между вюрцитом и гринокитом (CdS) могут быть оранжевые, бурые, зелёные. Цвет черты от светло-коричневой до красновато-бурой.
В ультрафиолетовом свете вюрцит не люминесцирует, однако богатые кадмием разновидности обнаруживают яркую желто-оранжево-красную люминесценцию.
Теоретический химический состав (весовые проценты): Zn — 67,06 %, S — 32,94 %.
Вюрцит содержит в виде изоморфной примеси до 8 % Fe, а также до 3,66 % Cd. Незначительными включениями присутствуют Ge, Ga, Mn, Ag, Sn, Tl, Co, As.
В соляной кислоте растворяется с выделением H2S несколько труднее, чем сфалерит. Легко растворяется в HNO3 с выделением серы.
От сфалерита отличается анизотропностью и отсутствием полисинтетических двойников после травления царской водкой. Однако, ввиду аномальной оптической анизотропности сфалерита, уверенно отличается от последнего лишь рентгеновским исследованием.
Вюрцит переходит при 1020 градусах по Цельсию в сфалерит.
В целом неустойчивый минерал, переходящий в природных условиях в сфалерит, покрывается плёнками марказита, ковеллина, пирита. В зонах окисления дает те же продукты изменения, что и сфалерит.

## Разновидности
- Эритроцинкит — это вюрцит, содержащий марганец.
- Разнообразные промежуточные члены изоморфного ряда вюрцит — гринокит.

## Происхождение и распространение
Относительно редкий минерал. В некоторых гидротермальных месторождения, судя по экспериментальным данным, образуются в метастабильном состоянии из кислых растворов при низкой температуре и низком давлении. Нередко, выделяясь сначала в виде геля, образует плотные, волокнистые и лучистые массы (т. н. лучистая обманка), которые полностью или частично переходят в сфалерит (так называемые скорлуповатые цинковые обманки).
Ассоциируется с марказитом, обычно сопровождается сфалеритом, халькопиритом и другими простыми и сложными сульфидами.

## Месторождения
Известные месторождения вюрцита находятся в Чехии, Германии (Ахен, Баден), Греции (Фракия).
В России месторождения в Оренбургской области (Блява, Яман-Касы), Николаевское на Рудном Алтае; с примесями встречается в Учалинском, Молодёжном и аналогичных месторождениях Урала.

## Применение
Ввиду малой распространённости обычно самостоятельного промышленного применения не имеет, однако при залегании вместе со сфалеритом является рудой цинка.